# لسانيات حاسوبية
اللسانيات الحاسوبية أو اللغويات الحوسبية (بالإنجليزية: Computational Linguistics) وتسمى أيضاً علوم اللغة الحاسوبية وهي علوم حديثة تستخدم الحواسيب في تحويل النصوص، والمعلومات اللغوية إلى لغات الحاسب الرقمية لتحليلها، وترجمتها للغات أخرى، وتطوير نماذج اختبار للعمليات اللغوية. في هذا العلم تشارك اللسانيات في المساعدة على فهم خصائص المعطيات اللغوية وكذلك تقديم نظريات تفيد في كيفية بناء اللغة واستعمالها. من أهم الخدمات التي يقدمها علم اللغة الحاسبي هي المشاركة في تقديم نظريات وتقنيات تمكن من وضع برامج حاسوبية تساعد على فهم اللغة الطبيعية.
يستخدم اللسانيون برامج الكومبيوتر في تحرير وحفظ واستعادة البيانات والمعلومات والنصوص بأساليب متعددة، وتأسيس القواميس والمعاجم اللغوية الرقمية، وفهرسة النصوص المختلفة أبجدياً بأكثر من طريقة، وساهم تطور العلوم الرقمية خلال السنوات الأخيرة في ظهور آليات جديدة تماماً في المجالات اللغوية منها:
- تقنية التعرف البصري على المحارف (بالإنجليزية: OCR) حيث تتعرف أجهزة الحاسب على أشكال الوحدات اللغوية الأساسية، والوحدات اللغوية المركبة وتحولها إلى لغة رقمية (نص إلكتروني) يُمكن تحريره وتعديله.
- القواميس الإلكترونية وهي عبارة عن قواعد بيانات ضخمة تضم كل المفردات اللغوية للغتين أو أكثر وقد حقق استخدامها نجاحاً تاماً في ترجمة الوحدات اللغوية الأساسية (المفردات) بين كل اللغات
- الترجمة الإلكترونية وهذه حققت نجاحاً كبيراً في ترجمة النصوص بين لغات العائلة اللغوية الواحدة، ونجاحاً محدوداً ما زال تحت التطوير في ترجمة لغات لا تنتمي لنفس العائلة.
- تقنية التعرف الصوتي وتستخدم الحاسبات في تحويل الأصوات إلى نصوص وكذلك تحويل النصوص إلى أصوات ونطقها وقد دعمت هذه الإمكانيات العلوم اللغوية بتحليل كميات هائلة من نماذج الوحدات اللغوية في اللغات المختلفة لاكتشاف بنية اللغة، وأوجه تشابه الأنماط اللغوية، واحتمالات وجود رابطة بين لغة وأخرى؛ إضافة لإمكانياتها التطبيقية كما في علاج مشاكل التخاطب والسمع.

من بين المجالات التطبيقية التي يهتم بها هذا العلم مجال الترجمة الآلية، ومجال استعادة المعلومات. لكن يبقى الهدف الأسمى لهذا العلم هو وضع برنامج حاسبي يمكنه فهم وإنتاج اللغة البشرية وذلك اعتمادا على طريقة المحاكاة بحيث تستوجب هذه الطريقة بناء نموذج يحاكي كيفية التفكير البشري وهذا لن يتم إلا عن طريق فهم كيفية التعلم عند الإنسان. إلا أن هذه الطريقة سرعان ما باءت بالفشل، فحول العاملين في هذا المجال مسارهم لمحاكاة استعمال الإنسان للغة. باستعمال هذه الطريقة لا يجب فهم كيفية عمل العقل البشري وليس بالضرورة أن تكون البرامج الحاسوبية مشابهة لطريقة عمل الإنسان، بل يكفي أن تكون قادرة على تأدية بعض المهام التي تقتضي استعمال اللغة عند الإنسان.

## أنظمة محاكاة حالية
اشتهرت أنظمة محاكاة لغوية عديدة أنشئت لغرض اكتشاف نشوء اللغة واكتسابها وتطور المفردات فيها ومن هذه الأنظمة:

### نموذج محاكاة كيربي 1998 (Kirby’s Simulation)
تتكون من مكونات لكل منها خصائص ممثلة بأربعة جوانب (أعلى، أسفل، إلى اليمين، إلى اليسار). والعناصر هي المتحدثات، الكلمات، ومحصل الكلمات المكتسبة.
في المرحلة الأولى، تُنتج المتحدثات كلمات بشكل عشوائي بحسب قواعد نحوية محددة ثم يأخذ المكتسِب نماذج من تلك الكلمات بحسب وضعها في الصفوف المتمثلة بالجهات الأربعة. ثم تضبط الكلمات نحوياً وتكتسب، وتضاف للمتحدثات وتستمر السلسلة.
بينت هذه المحاكاة أن تركيب الجملة شبيه بالهيكل، وهو قابل للنشوء عبر التحليل والتكرار دون أن تحديد مسبق لبناء الجملة المعقدة. وبحسب كيربي فإن اللغات تطورت تاريخياً لتصبح أنظمة تواصل بشكل أمثل، وهي كيّفت نفسها للبقاء على قيد الحياة، والانتقال من جيل إلى جيل. كما تطورت آليات تعلم اللغة البشرية من أجل تعلم لغات أكثر كفاءة.

### نموذج محاكاة باتالي 1998 (Batali’s Simulation)
أجريت من قبل باتالي في عام 1998 لمعرفة ما إذا كان يمكن إنشاء معاني منتظمة بالتفاعلات المحلية بين النماذج الفردية دون توجيه خارجي حول كيفية تطوير النظام. تولد هذه المحاكاة كلمات من متحدثات آلية ثم تجعل خصائص لدى المكتسب يقوم بواسطتها باكتساب تلك الكلمات عبر التحليل والتكرار لا عبر التحديد المسبق في الجمل المعقدة ويوضح كيف تكيف اللغات نفسها للبقاء عبر الأجيال وكيف تطور كفاءتها.
وقد خلصت نظرية باتالي إلى أن: الرئيسيات تخضع لنظرية العقل -القدرة على التنبؤ بسلوك الآخرين من خلال ما تعزوه الحالة العقلية– وأظهرت آلية نظامية عبرت من خلالها عن المعاني المركبة دون أي سمات خاصة باللغة الفطرية، وأن بعض من الأنظمة النحوية للغات البشرية الحديثة قد نشأت نتيجة للعمليات الثقافية غير الوراثية بين تلك الرئيسيات.

### روبوتات ستيلز Steels’s Robotics
كرر (ستيلز Steels) عمل هذه المحاكاة عام 1998. وفقاً لرأيه، إن التطور الثقافي مثل تطور اللغة يتبع النظرية الداروينية، تقارب هذه المحاكاة بين آليات الإنسان اللغوية والخصائص المطلوبة للتطور، الطفرات، الجينات، وحلقة حدوث التباين أو النجاح. الاستعاضة عنها بالذاكرة، أخطاء الكلام، والجهد المعرفي لتحقيق التواصل الناجح. وقد نجحت بتطوير شئ يشبه اللغة.
شارك (ستيلز Steels) في التجربة بروبوتات مجهزة ببرامج ألعاب لغوية، موارد حاسوبية، بطاريات، محركات لجهتين اليمين واليسار، وقرابة 30 جهاز استشعار بما فيها المتعلقة بالرؤية. و قد استطاعت روبوتات ستيلز التفاعل مع الروبوتات الأخرى من خلال العلاقات المتبادلة بين المعاني، المعاجم، وعلم الاصوات اللغوية.
وخلصت إلى أن اللغة قد ظهرت نتيجة تفاعل مجموعات مختلفة من النماذج مع بعضهم البعض. ليس هناك فرد واحد لديه صورة كاملة عن اللغة ولا أحد يمكنه أن يتحكم بها. كما أن اللغة تشكل نفسها بشكل عفوي متى توافرت الشروط الفسيولوجية، النفسية، والاجتماعية الملائمة. اللغة أصبحت أكثر تعقيداً بسبب ديناميكيتها، والضغط للتعبير عن الافعال الكلامية، ومجموعة مفاهيم آخرى آخذة في الاتساع.